# Netelia stigmata
Netelia stigmata là một loài tò vò trong họ Ichneumonidae.